# Moviepilot
Moviepilot (стилизованно Movie Pilot) — германский онлайн-журнал, освещающий киноиндустрию.

## История
Киносайт Movie Pilot был запущен в Берлине в первой половине 2007 года тремя соучредителями: Тоби Баукхаге, Йоном Хандшином и Беном Куботой. Издание TechCrunch тогда отмечало сходство с американским Flixster. Портал предлагал киностудиям консультационные услуги в области социальных сетей. Наполнение развлекательным контентом происходило преимущественно благодаря штатной команде, но также использовалась модель открытого размещения, позволяющая читателям (в статусе «Creators») публиковать свои собственные материалы. Также был встроен алгоритм рекомендаций для фильмов. К октябрю 2014 года, согласно сервису Google Analytics, moviepilot.de вырос до более чем 6,8 миллионов уникальных ежемесячных просмотров.
С момента запуска Movie Pilot у компании появились другие издания, такие как Now Loading (сайт для геймеров) и Champions (сайт фанатов MMA). В декабре 2015 года Movie Pilot объявила о формальном переименовании компании в Creators Media, Inc — материнскую компанию, вобравшую в себя эти медиабренды. По состоянию на 2014 год в компании Creators Media, Inc., базирующейся в Венисе, штат Калифорния, работало около 100 сотрудников по всему миру.
В декабре 2017 года парижская издательская группа Webedia приобрела контрольный пакет акций компании Creators Media, базирующейся в Лос-Анджелесе и управляющей развлекательным фан-сайтом Movie Pilot и видеоканалом Super News, освещающим ботаническую культуру.